# Championnats d'Europe de char à voile 1963
Navigation
1964
Les 1er championnats d'Europe de char à voile 1963, organisés par le pays hôte sous l'égide de la fédération internationale du char à voile, se sont déroulés au Sankt Peter-Ording dans le Schleswig-Holstein en Allemagne,.

## Podiums
| Or               | Argent        | Bronze        |
| ---------------- | ------------- | ------------- |
| Helmut Spielmann | Michel Comein | Christian Nau |

## Tableau des médailles par nation
| Rang | Nation    | Or | Argent | Bronze | Total |
| ---- | --------- | -- | ------ | ------ | ----- |
| 1    | Allemagne | 1  | -      | -      | 1     |
| 2    | Belgique  | -  | 1      | -      | 1     |
| 3    | France    | -  | -      | 1      | 1     |